# 예리고 장님 치료

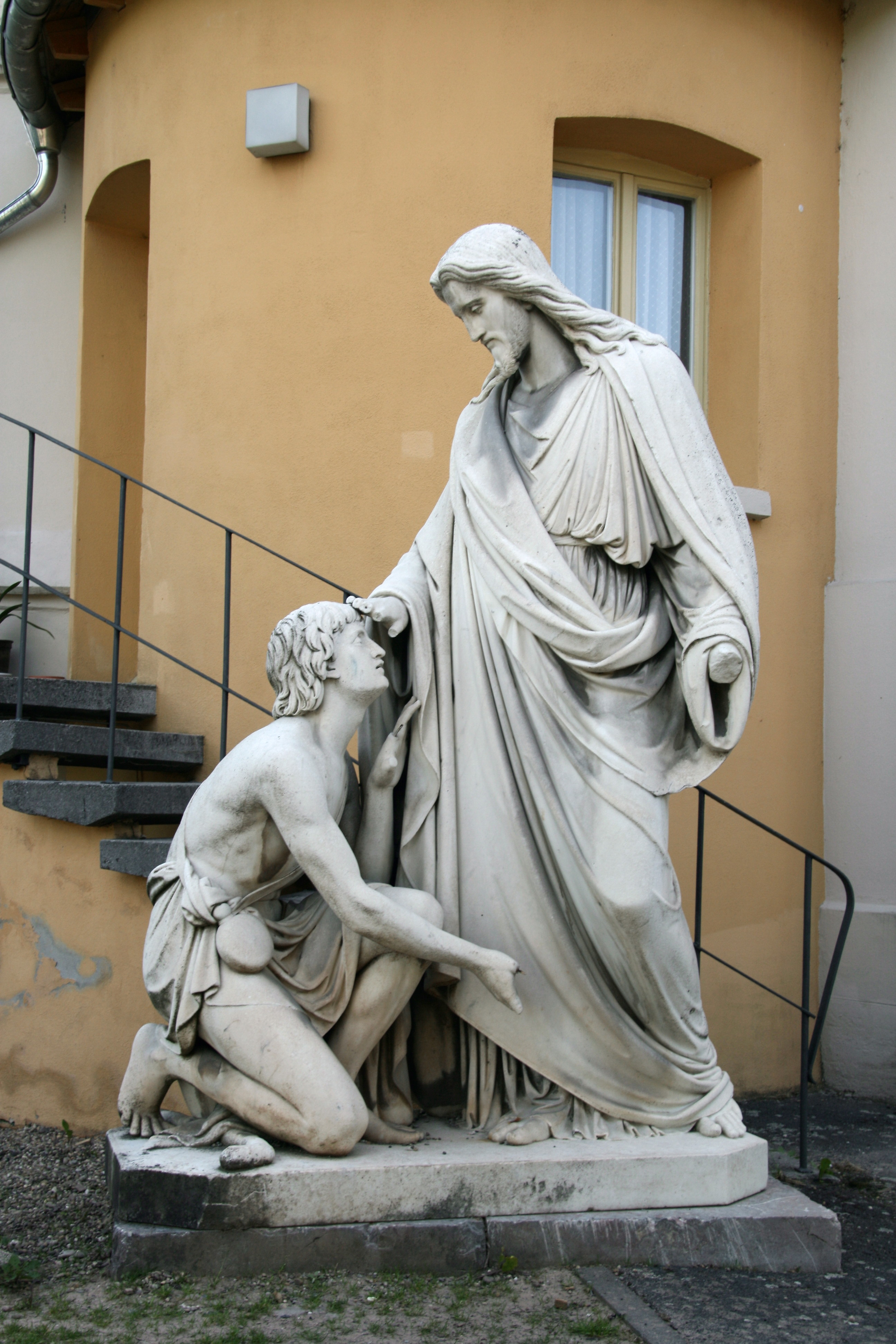
바르티매오를 고치시는 예수 그리스도, 요한 하인리히 스퇴퍼(Johann Heinrich Stöver), 1861

세 개의 공관복음서는 모두 예수 그리스도의 수난 전에 일어난 예리고(공동번역), 여리고(개신교), 예리코(가톨릭)에서의 장님 치료 사건을 언급하고 있다.
마르코의 복음서는 그 장님의 이름을 바르티매오(공동번역, 가톨릭), 바디매오(개신교) 등으로 기록하고 있고, 마태오의 복음서와 루가의 복음서는 같은 이야기를 다른 버전으로 전하고 있다.

## 이야기의 전개
예수와 제자들이 예리고에 들렸다가 길을 떠날 때 바르티매오는 많은 사람이 잠잠하라고 꾸짖을 때에도 "다윗의 자손 예수여 나를 불쌍히 여기소서!"라 부르짖는것을 멈추지 않았다. 예수는 그를 부르라 한 뒤 무엇을 하여 주기를 원하는지 묻는데, 바르티매오는 볼 수 있게 해주기를 원한다고 답한다. 예수는 그의 믿음이 그를 구원했다고 말하고, 그는 곧 보게 되어 예수를 따르게 된다.
가장 이른 버전인 마가복음 10:46-52에서는 바르티매오(티매오의 아들이라는 뜻)라는 이름의 눈먼 거지가 등장하는데, 예수 그리스도의 치유를 받은 이들중에 이처럼 이름이 알려진 사람은 매우 적다. 우류핀(Uryupin)의 신학자 올렉 몰렌코(Oleg Molenko)는 이처럼 치유받은 사람들 중에 이름이 등장하는 자들은 후대의 교회에서 오랫동안 봉사한 자들이고, 등장하지 않는 자들은 그렇지 않은 자들이라고 주장한다. 그 예시로, 요한복음 5:2-15에 등장하는 못 옆의 38년간 장애를 가진 사내는 이름이 등장하지 않는데, 예수가 그를 고친 뒤 더 심해지지 않게 다시는 죄를 범하지 말라(5:14)고 하는데, 이후에 죄를 짓는 쪽으로 기울어진것으로 보인다는 것이다. 그러나 그와는 다르게 바르티매오는 예수를 즉각적으로 따랐기 때문에 복음사가 마가가 그의 이름을 본문에 기록했다고 주장한다. 바르티매오는 또한 우리에게 "다윗의 자손 예수여 나를 불쌍히 여기소서!"라 하는 예수 기도의 가르침을 준다. 이 기도를 통해 그는 영적 시야를 얻었고, 그 증거로 시각을 회복했기 때문이라는 것이 동방정교회의 주장이다.
이 이야기는 신학적 방법으로도 해석할 수 있다. 예수 그리스도가 누구인지, 그리고 그리스도에게 믿음으로 다가가야 한다는 것을 보여준다. 소리 질러 예수를 부르던 그 맹인은 겉옷을 내버리고 나아오는데, 이는 소유물을 뒤에 두고 예수께 나아와야한다는 것을 상징한다고 볼 수 있다. 또한 맹인이 사용하는 표현인 "다윗의 자손"은 오직 마가복음에서만 등장하는 표현인데, 예수가 메시아라는 사실을 인정하는 표현이다.
마태복음 20:29-34에는 이름이 나오지 않은 두 명의 맹인이 나오는데, 길 가에 앉아있던 그들을 예수가 '불쌍히 여기고' 그들의 눈을 보이게 해준다. 같은 이야기의 다른 버전이 보다 앞부분인 마태복음 9:27-31에서도 등장한다. 이 상황에서 예수는 그들에게 고쳐질 것이란 믿음이 있는지 물은 뒤 그들이 그렇다고 대답하자, 그들의 믿음대로 될 것이라고 말하며 눈을 만져 밝혀준다. 예수 그리스도는 아무에게도 이 일을 알리지 말라고 경고하나, 그들은 나가 이 일을 퍼뜨린다.
누가복음 18:35-43은 이 이야기를 다르게 다루고 있는데, 여기서는 이름이 등장하지 않는 맹인을 예수 그리스도가 여리고를 떠날 때 마주친 것이 아니라, 여리고로 들어가던 중에 마주친 것으로 기록하고 있다. 따라서 이 이야기는 삭개오의 이야기 앞에 나온다.

## 다윗의 자손
버논 K. 로빈스(Vernon K. Robbins)는 바르티매오의 치유가 마가복음에 등장하는 마지막 치유라는 것을 강조하고, 예수가 예루살렘에서 한 다윗의 자손의 행동으로 인해 인자의 죽음과 수난을 겪게 될 것이라고 이전에 가르친 내용과 연관짓는다. 이 맹인의 치유 이야기와 예수의 제자들이 '맹인'처럼 예수의 그리스도됨을 완전히 이해하지 못한 채 예수를 따라 그가 고통받아 죽어서 마가복음 15: 39에 나오는 것처럼 이방인들 가운데 하나님의 아들로 인정받게 되는 장소인 예루살렘으로 들어간 것을 연관짓는 것이다.
폴라 프레드릭센(Paula Fredriksen)은 "다윗의 자손"과 같은 표제가 예수의 십자가형과 부활 이후에 붙여진 것이라고 믿는데, 마태와 마가가 언급한 이 치유사건에서 "다윗의 자손"이라 선포한 것은 "예수가 예루살렘으로 떠나기 직전에, 그의 고난을 예고"한 것이라고 주장한다. "다윗의 자손"은 메시아에게 붙여지는 이름이므로, 마가에 의하면 바르티매오의 외침은 그리스도를 시인한 첫 번째 공개적 사건이며, 비공개적으로는 마가복음 8:27-30의 베드로의 고백 이후 두 번째 사건이다.

## 바르티매오
바르티매오라는 이름은 (1) 이것이 성이 아니라 이름이고, (2) 셈어와 헬라어가 이상하게 혼합된 것이며, (3) "티매오의 아들"을 번역한 것이라는 점에서 보기 드문 이름이다. 일부 학자들은 이러한 점들이 이 인물의 실존에 대한 강한 증거가 된다고 주장한다. 그러나 다른 학자들은 이 이야기가 플라톤의 우주론과 신학에 대한 저작인 티마이오스를 비유적으로 표현한 것으로 본다. 플라톤은 이 저작에서 시각을 지식의 근본으로 보았다.

## 같이 보기
- 신약 속 예수의 삶
- 예수의 공생애
- 예수의 비유
- 베싸이다의 소경

## 참고 문헌
- Paula Fredriksen,  From Jesus to Christ (2000), ISBN 0-300-08457-9
- Vernon K. Robbins, Jesus the Teacher: A Socio-Rhetorical Interpretation of Mark 2009, ISBN 978-0-8006-2595-5